# Щегловитый, Александр Васильевич
Александр Васильевич Щегловитый (1809—1866) — русский генерал, Оренбургский губернский воинский начальник.

## Биография
Александр Щегловитый родился в 1809 году. Получив домашнее воспитание, он поступил на военную службу в 9-й егерский пехотный полк, с которым и принял участие в Турецкой кампании 1828—1829 гг.
За храбрость, выказанную неоднократно во время этой войны, он был произведен в офицеры.
Затем Щегловитый участвовал в усмирении Польши в 1831 году, а Венгерскую кампанию совершил уже в чине майора. Начавшаяся вскоре затем Восточная война 1853—1856 гг., в которой он также принял участие, дала возможность ему отличиться, и по окончании её Щегловитый был назначен командиром 4-го резервного батальона Алексопольского пехотного полка. 26 ноября 1855 года он был награждён орденом св. Георгия 4-й степени (№ 9674 по списку Григоровича — Степанова).
Спустя пять лет, уже в чине полковника, он был назначен командиром 22-го пехотного Нижегородского полка. Второе польское восстание заставило его изменить несколько род своей деятельности: он был назначен воинским начальником Праснышского уезда.
За ревностную деятельность в подавлении этого восстания Щегловитый был произведён в генерал-майоры, а в 1864 году назначен Оренбургским губернским воинским начальником, но должность эту занимать ему пришлось недолго. Щегловитый скончался в Оренбурге 8 ноября 1866 г., на 57-м году жизни.